# 赤城毅
赤城 毅（あかぎ つよし、1961年〈昭和36年〉 - ）は、日本の小説家、軍事史研究者、翻訳家。本名の大木 毅（おおき たけし）名義でも著作活動を行う（フィクションは「赤城毅」、ノンフィクションと翻訳は「大木毅」）。日本推理作家協会会員。

## 経歴
東京都出身。立教大学文学部史学科卒業。同大学院文学研究科博士課程単位取得退学。専攻はドイツ近代史。ドイツ学術交流会奨学生として、ドイツのボン大学に留学。その後、日本学術振興会特別研究員、千葉大学・横浜市立大学などの非常勤講師、防衛省防衛研究所講師、陸上自衛隊幹部学校講師などを経て、1998年に『魔大陸の鷹』で単行本デビュー。
現在は作家として活動する傍ら、ナチス・ドイツの政治外交史の研究をしている。2020年、『独ソ戦』で新書大賞を受賞。

## 人物
- 大学院生時代には翔企画の鈴木銀一郎が発行していたボード・シミュレーション・ゲーム専門誌『シミュレイター』にて『鉄十字の足跡』を執筆していたこともある（大木毅名義。イラストは小林源文）。『鉄十字の足跡』は連載を中断したまま（「大木先生はドイツ留学中」という編集者の説明あり）、『シミュレイター』誌は消滅した。
- 1990年代半ばには荒巻義雄の架空戦記『旭日の艦隊』で本編前史にあたる時期のヨーロッパ情勢を扱った外伝アンソロジー『旭日の艦隊 後世欧州戦史』シリーズ（全6巻）に「赤城毅」名義で参加、シリーズ後半ではほぼ一冊の執筆を赤城個人が担当している。
- 代表作に『帝都探偵物語』『ノルマルク戦史』『紳士遊戯』などのシリーズがある。

## 作品リスト

### 小説

#### シリーズ作品
- 魔大陸の鷹（中央公論社、C★NOVELS、イラスト：ひろき真冬）
  1. 『吼える海流』（1998.3）
  2. 『凍れる密林』（1998.4）
  3. 『帝都最終決戦』（1998.5）

- 魔大陸の鷹（祥伝社、ノン・ノベル、イラスト：星野之宣）
  - 魔大陸の鷹 完全版[注 1] （2005.10）
  - 『熱沙奇巌城』 （2006.2）
  - 『氷海の狼火』 （2006.9）
  - 『燃える地平線』 （2007.2）

- 帝都探偵物語（中央公論社[注 2]、C★NOVELS[注 3] / 光文社文庫、イラスト：鈴木雅久）
  1. 『人造生命の秘密』（1998.11 / 2003.2）
  2. 『闇を呼ぶ人狼』（1999.1 / 2003.5）
  3. 『深紅の挑戦』（1999.3 / 2003.8）
  4. 『さらば美しき魔女』（1999.5 / 2003.11）
  5. 『霧笛に哭くロロ』（1999.7 / 2004.2）
  6. 『夏薔薇が静かに散るとき』（2000.3 / 2004.5）
  7. 『帝都少年探偵団 帝都探偵物語外伝』（2000.7 / 2004.8）
  8. 『水妖の青き唄を聴け』（2000.9 / 2005.2）
  9. 『パノラマ座の惨劇』（2001.11 / 2005.7）
  10. 『私が愛した木乃伊』（2003.9 / 2006.11）
  11. 『青鱗館の恐怖』（2006.11）
  12. 『虎落笛（もがりぶえ）鳴りやまず』（2007.9）
  13. 『黄泉に舞う蝶』（2008.6）

- 有翼騎士団（中央公論新社、C★NOVELS、イラスト：小林立）
  1. 『風に立つ緑の姫君』（1999.12）
  2. 『夜を紡ぐ銀の侯爵』（2000.1）
  3. 『光呼べ青嵐の騎士』（2000.5）

  - 『有翼騎士団 完全版』（祥伝社、ノン・ノベル） 2007.9 - 上記3作の合本完全版

- ノルマルク戦史（中央公論新社、C★NOVELS、イラスト：とりそかべ馨）
  1. 『滅びの星の皇子』（2001.3）
  2. 『異端者達の軍旗』（2001.5）
  3. 『罪と罰の迷宮』（2001.8）
  4. 『寂寞たる栄光』（2002.1 / 2006.4）
  5. 『愛と哀しみの戦野』（2002.5）

- ノルマルク戦記[注 4]（集英社、スーパーダッシュ文庫、イラスト：小河原亮）
  1. 『滅びの星の皇子』（2006.2）
  2. 『異端者達の軍旗』（2006.2）
  3. 『罪と罰の迷宮』（2006.3）
  4. 『寂寞たる栄光』（2006.4）
  5. 『愛と哀しみの戦野』（2006.5）
  6. 『挽歌の彼方へ』（2006.8）
  7. 『滅びの星輝くとき』（2006.8）

- 遊戯シリーズ（光文社、カッパ・ノベルス、のち光文社文庫、イラスト：村田蓮爾）
  1. 『紳士遊戯』（2002.10 / 2005.10）
  2. 『贋作遊戯』（2004.3 / 2007.11）

- 猫子爵冒険譚（祥伝社、ノン・ノベル、イラスト：有賀ヒトシ）
  - 『血文字GJ』（2005.2）
  - 『復讐する化石』（2005.9）

- オフィス・ファントム（祥伝社、ノン・ノベル、イラスト：鷹氏隆之）
  1. 『史上最大の誘拐』（2007.6）
  2. 『史上最悪の奪還』（2007.11）
  3. 『史上最強の要塞』（2008.2）

- 書物狩人シリーズ（講談社、講談社ノベルス / 講談社文庫、本文イラスト：ウスダヒロ）
  1. 『書物狩人（ル・シャスール）』（2007.4 / 2010.4）
  2. 『書物迷宮（ル・ラビラント）』（2008.10 / 2011.10）
  3. 『書物法廷（ル・トリビュナル）』（2010.4 / 2013.5）
  4. 『書物輪舞（ラ・ロンド）』（2011.11）
  5. 『書物幻戯（リイリュジオン）』（2011.6）
  6. 『書物審問（ランキジシォン）』（2012.11）
  7. 『書物奏鳴（ラ・ソナト）』（2013.6）
  8. 『書物紗幕（ル・リドー・ド・ガズ）』（2014.1）

- 冒険王（角川春樹事務所、ハルキ文庫）
  1. 『ビスマルクの陰謀』（2015.3）
  2. 『北京潜入』（2015.6）
  3. 『旅順の謎』（2015.9）
  4. 『日露スパイ決戦』（2015.12）

#### 単巻作品
- 『旭日の艦隊 後世欧州戦史 5』（荒巻義雄案、中央公論社、C★NOVELS） 1996.6
- 『虹のつばさ』（講談社ノベルス、のち講談社文庫、イラスト：宮尾岳） 2003.6
- 『麝香姫の恋文』（講談社ノベルス、イラスト：波津彬子） 2004.10 / （講談社文庫） 2008.1
- 『時の剣 隻眼の狼王』（光文社、カッパ・ノベルス、イラスト：丹野忍） 2004.11
  - のち改題『時の剣 隻眼の狼』（光文社文庫） 2008.9
- 『薔薇とサーベル ナポレオン戦争秘史』 （朝日新聞出版、朝日ノベルズ、イラスト：滝沢聖峰） 2010.2
- 『氷海のウラヌス』（祥伝社） 2010年6月 / （祥伝社文庫） 2013.7
- 『天皇の代理人（エージェント）』（角川春樹事務所） 2012.10 / （ハルキ文庫） 2014.5
- 『八月の残光』（祥伝社） 2013.7
- 『桜守兄弟封印ノート あやかし筋の双子』（集英社、オレンジ文庫） 2015.10

### ノンフィクション
- 『亡国の本質 日本はなぜ敗戦必至の戦争に突入したのか』（PHP研究所） 2010.10

### 対談
- 『中欧怪奇紀行』（田中芳樹共著、中央公論新社） 2000年11月 / （講談社文庫） 2003.12

### 大木毅 名義
- 『ドイツ軍事史 その虚像と実像』（作品社） 2016
- 『第二次大戦の〈分岐点〉』（作品社） 2016
- 『灰緑色の戦史 ドイツ国防軍の興亡』（作品社） 2017
- 『「砂漠の狐」ロンメル ヒトラーの将軍の栄光と悲惨』（角川新書） 2019
- 『独ソ戦 絶滅戦争の惨禍』（岩波新書） 2019
- 『戦車将軍グデーリアン 「電撃戦」を演出した男』（角川新書） 2020
- 『ドイツ軍攻防史 マルヌ会戦から第三帝国の崩壊まで』（作品社） 2020
- 『「太平洋の巨鷲」山本五十六 用兵思想からみた真価』（角川新書） 2021
- 『日独伊三国同盟 「根拠なき確信」と「無責任」の果てに』（角川新書） 2021 - 旧著・赤城毅『亡国の本質』を大幅改訂
- 『指揮官たちの第二次大戦 素顔の将帥列伝』（新潮選書） 2022
- 『歴史・戦史・現代史　実証主義に依拠して』（角川新書） 2023
- 『戦史の余白 三十年戦争から第二次大戦まで』（作品社） 2023
- 『勝敗の構造 第二次大戦を決した用兵思想の激突』（祥伝社） 2024
- 『決断の太平洋戦史 「指揮統帥文化」からみた軍人たち』（新潮選書） 2024
- 『天才作戦家マンシュタイン 「ドイツ国防軍最高の頭脳」－その限界』（角川新書） 2025

#### 共著
- 『コンピューターシミュレーション・ゲーム入門』（上田暁共共著、原書房） 1983
- 『鉄十字の軌跡』（鹿内靖共著、国際通信社） 2010
- 『帝国軍人 公文書、私文書、オーラルヒストリーからみる』（戸髙一成共著、角川新書） 2020

#### 論文
- 「ドイツの対米開戦 - その研究史」（『史苑』49巻1号） 1989
- 「ドイツの対米開戦（1941年） - その政治過程を中心に」（『国際政治』91号） 1989
- 「ドイツと『関特演』」（『軍事史学』25巻3・4合併号） 1990
- 「独ソ戦の性格をめぐって - もうひとつの歴史家論争」（『西洋史学』169号） 1993
- 「フリードリヒ・ハックと日本海軍」（『国際政治』第109号） 1995
- 「『藤村工作』の起源に関する若干の考察」（『軍事史学』31巻1・2合併号） 1995
- 「独ソ和平工作をめぐる群像」（近代日本研究会編、山川出版社、『年報・近代日本研究17 政府と民間』） 1995
- 「独ソ和平問題と日本」（細谷千博, 後藤乾一, 入江昭, 波多野澄雄編、柏書房、『太平洋戦争の終結 - アジア・太平洋の戦後形成』） 1997

#### 翻訳
- 『タイムズ・アトラス 第2次世界大戦歴史地図』（ジョン・キーガン編、原書房） 1994
- 『電撃戦という幻』上・下（カール・ハインツ・フリーザー、中央公論新社） 2003
- 『戦いの世界史: 一万年の軍人たち』（ジョン・キーガン, ジョン・ガウ, リチャード・ホームズ、原書房） 2014
- 『コマンド・カルチャー 米独将校教育の比較文化史』（イエルク・ムート、中央公論新社） 2015
- 『ドイツ装甲部隊史 1916 - 1945』（ヴァルター・ネーリング、作品社） 2018
- 『クルスクの戦い 1943 第二次世界大戦最大の会戦』（ローマン・テッペル、中央公論新社） 2020

#### 監修
- 『ドイツ装甲師団』（ケネス・マクセイ、加登川幸太郎訳、並木書房） 2000
- 『軍隊指揮 ドイツ国防軍戦闘教範』（ドイツ国防軍陸軍統帥部陸軍総司令部編纂、監修・解説、旧日本陸軍陸軍大学校訳、作品社） 2018
- 『第三帝国の到来』上・下（リチャード・J・エヴァンズ、山本孝二訳、白水社、シリーズ第三帝国の歴史） 2018 - 全六巻を予定
- 『ロンメル将軍 副官が見た「砂漠の狐」』（ハインツ・ヴェルナー・シュミット、監訳・解説、清水政二訳、角川新書） 2020
- 『グリーン・ビーチ　ディエップ奇襲作戦』（ジェイムズ・リーソー、清水政二訳、KADOKAWA） 2025
- 石原ヒロアキ作・画『漫画マンシュタインと機動戦』（並木書房） 2025